# نهاس قرمزي الأرداف
نهاس قرمزي الأرداف (الاسم العلمي: Harpactes duvaucelii) هو نوع من الطيور يتبع الفصيلة النهاسية.